# 訃報 1992年
訃報 1992年（ふほう 1992ねん）は、1992年（平成4年）中に物故した人物をまとめたものである。詳細は月別訃報記事を参照のこと。

## 月別の訃報記事一覧
- 訃報 1992年1月
- 訃報 1992年2月
- 訃報 1992年3月
- 訃報 1992年4月
- 訃報 1992年5月
- 訃報 1992年6月
- 訃報 1992年7月
- 訃報 1992年8月
- 訃報 1992年9月
- 訃報 1992年10月
- 訃報 1992年11月
- 訃報 1992年12月

## 関連書籍
- 『現代物故者事典（1991 - 1993）』日外アソシエーツ、1994年5月25日。ISBN 978-4-8169-1233-7。